# Theodor Dimer

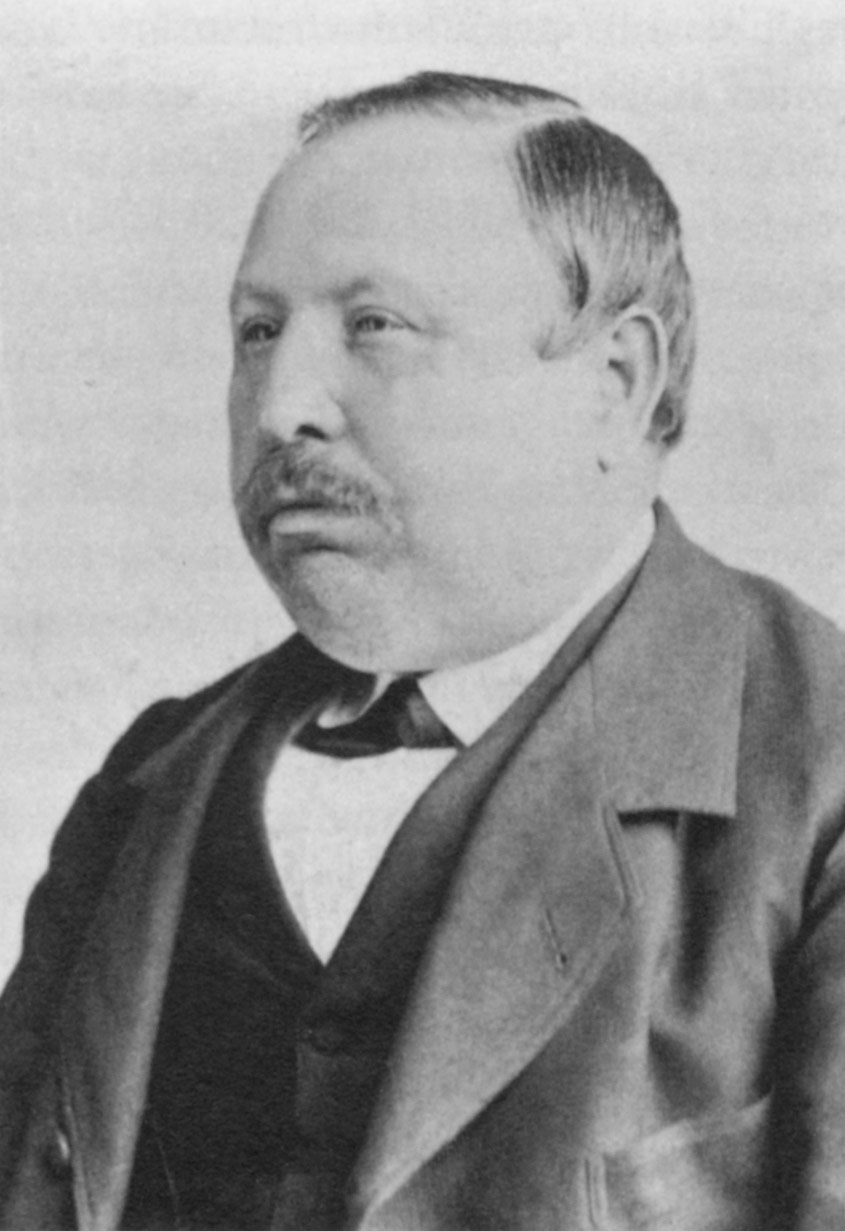
Theodor Dimer

Theodor Dimer (* 18. Juli 1822 in Wiesloch; † 6. Februar 1905 ebenda) war Metzger und Gastwirt in seiner Heimatstadt sowie badischer Landtagsabgeordneter.

## Leben
Er war der Sohn eines Wieslocher Gutspächters, Gastwirts und Metzgers, absolvierte selbst auch eine Metzgerlehre und schloss 1850 die Meisterprüfung ab, um nach dem Tod des Vaters den elterlichen Betrieb fortzuführen. Ab 1880 gehörte er dem Gemeinderat in Wiesloch an. Von 1881 bis 1884 vertrat er als Abgeordneter den Wahlkreis 47 (Amtsbezirk Wiesloch und Teile des Amtsbezirks Heidelberg-Land) in der 30. und 31. Sitzungsperiode der II. badischen Landtagskammer, wo er zur Fraktion der DtVP zählte, aber nicht in Erscheinung trat.